# John Sears (Rennfahrer)
John Sears (* 9. Mai 1936 in Ellerbe, North Carolina; † 1. November 1999) war ein US-amerikanischer Automobilrennfahrer. Er bestritt zwischen 1964 und 1973 318 Rennen in der NASCAR Grand National Series. Obwohl er insgesamt 48 Mal in die Top 5 und 127 Mal in die Top 10 fuhr, gelang es ihm nie, ein Rennen zu gewinnen. Zweimal (1967 und 1968) schloss Sears die Saison als Fünfter ab.